# Снајдер (Колорадо)
Снајдер (енгл. Snyder) насељено је место без административног статуса у америчкој савезној држави Колорадо.

## Демографија
По попису из 2010. године број становника је 132.
| Група             | 2000.    | 2010.      |
| Белци             | 0 (0,0%) | 98 (74,2%) |
| Афроамериканци    | 0 (0,0%) | 0 (0,0%)   |
| Азијати           | 0 (0,0%) | 0 (0,0%)   |
| Хиспаноамериканци | 0 (0,0%) | 33 (25,0%) |
| Укупно            | 0        | 132        |